# Plains Cree
Plains Cree (izvorni plemenski naziv ᓀᐦᐃᔭᐍᐏᐣ,  nēhiyawēwin; Paskwawininiwug, Paskwawininiwuk), jedna od nekoliko glavnih grana Cree Indijanaca koji su živjeli na sjevernim prerijama kroz južu Kanadu od Manitobe na istoku preko Saskatchewana na zapad do Alberte. Živjeli su od lova na bizone i trgovali s drugim plemenima i doseljenim Europljanima. 
Kri nova područja osvajaju od 1670 do 1810, a inicijativnu motivaciju ove ekspanzije potiče prema antropologinji Regni Darnell prvenstveno trgovina, a ne rat, a značajna je trgovina oružjem. Na preriji 1690 (u Yor Factoryju) ulaze u savez s Assiniboinima, plemenom što se odvojilo od Yanktonai Sijuksa. Kako se pomiću prema jugozapadu, preko njih i Assiniboina do vatrenog oružja dolaze i borbeno pleme Blackfeet, ili Crne Stope.
Plains Cree su se sastojali od brojnim bandi, a prema Skinneru (1914) to su bili: 1) Katepoisipi-wiinûk, nazivani i Calling River Band, Qu'Appelle i Kagiciwuinuwuk (Loud Voices Band, prema njihovom poglavici); 2. Wabuswaianûk ili Rabbit Skins; 3. Mämäkitce-wiinuûk ili Big Gizzard People; 4. Paskokopa-wiinuûk ili Willow People; 5. Nutimi-iniuûk ili Poplar People; 6. Cipi-winiuûk ili River People; 7. Saka-winouûk ili Bush People; 8. Masnipiwiniuûk ili Painted (Pictured) People; 9. "Little Dogs," ili Piapot's Band; 10. Asinskau-winiuûk ili Stone People; 11. Tcipoaian-winiuûk ili Chipewyan People; 12. Niopwätûk ili Cree-Assiniboine; i 13. Sakbwatsûk ili Bush Assiniboine. Osnovna podjela Plains Creeja je na dvije glavne skupine koje se nazivaju Sipiwininiwug (River Cree) i Mamikininiwug (Lowland Cree). 
Plains Cree kao i njihovi istočni rođaci Swampy Cree (Maskegon ili Močvarni Kri) i Woodland Cree (Sakawithiniwuk ili Sakawininiwug, Šumski Kri) imaju poseban cree dijalekt koji se naziva Y-dijalekt, a zovu ga néhiyawak; kod Maskegona zove se néhinawak (N-dijalekt), i kod Sakawithiniwuka níhithawak (Th-dijalekt).
Danas žive na mnogobrojnim malenim kanadskim rezervama.